# Florentino Martínez
Florentino Martínez López (ur. 4 lipca 1944 w Meksyku) – meksykański zapaśnik walczący w stylu wolnym. Dwukrotny olimpijczyk. Odpadł w eliminacjach turnieju w Meksyku 1968 i Monachium 1972. Walczył w wadze do 52 kg.
Srebrny medalista igrzysk panamerykańskich w 1971 i brązowy w 1967. Wicemistrz igrzysk Ameryki Środkowej i Karaibów w 1970 roku.

## Letnie Igrzyska Olimpijskie 1968
| Konkurencja            | Walki                | Walki             | Klas. końcowa |
| Konkurencja            | Pierwsza runda       | Druga runda       | Miejsce       |
| ---------------------- | -------------------- | ----------------- | ------------- |
| styl wolny, waga musza | Márton Erdős (HUN) P | Paul Neff (FRG) P | druga runda   |

## Letnie Igrzyska Olimpijskie 1972
| Konkurencja            | Walki                  | Walki                   | Walki                | Klas. końcowa |
| Konkurencja            | Pierwsza runda         | Druga runda             | Trzecia runda        | Miejsce       |
| ---------------------- | ---------------------- | ----------------------- | -------------------- | ------------- |
| styl wolny, waga musza | Mario Sabatini (FRG) W | Kim Gwong-hyong (PRK) P | Sudesh Kumar (IND) P | trzecia runda |